# Jean-Pierre Rondas
Jean-Pierre Rondas (Gent, 19 februari 1946) is een voormalig Vlaams radiomaker voor de klassieke muziekzender Klara van de VRT.

## Biografie
Rondas studeerde Germaanse taal- en letterkunde en filosofie aan de Universiteit Gent. Hij was producer bij Klara (voorheen Radio 3) van onder meer Rondas (2001-2011), De Harde Schijf en vroeger op Radio 3 Wereldbeeld, waarin hij uitvoerige interviews afnam en becommentarieerde over wetenschap, cultuur en maatschappij. Opvallend is dat hij regelmatig ook gasten in het Frans, Duits of Engels interviewde. Hij koos zijn gesprekspartners vanuit zijn eigen belangstelling voor wijsgerige en historische problemen. 
In 2007 ontving Rondas de Gulden Spoor, een onderscheiding uitgereikt door de beweging Vlaanderen-Europa voor Vlaamse persoonlijkheden die zich geëngageerd hebben op cultureel, sociaaleconomisch of maatschappelijk vlak.
Rondas is lid van de Gravensteengroep en van de kernredacties van het cultureel-maatschappelijk maandblad Streven en het politieke maandblad Doorbraak. Hij schreef mee aan de manifesten van de Gravensteengroep in 2008. 
Op 14 januari 2011 reikte de Vlaamse boekenvakorganisatie Boek.be haar jaarlijkse Gulden Boek aan Jean-Pierre Rondas. Rondas kreeg de prijs vanwege "zijn uitvoerige interviews met internationale auteurs in diverse radioprogramma's voor Radio Klara (voorheen Radio 3), onder meer in zijn eigen programma Rondas en eerder bijvoorbeeld ook in Wereldbeeld." "Steeds hanteert hij daarbij een brede visie waarbij ook wetenschap, cultuur en maatschappij worden betrokken", zo werd gezegd op de prijsuitreiking.
Rondas nam op 16 januari 2011 afscheid van de radio. Nadien publiceerde hij tweewekelijks een column in De Morgen.
Rondas was in 2012 korte tijd door de Vlaamse Regering bestuurder benoemd van de KVS, op aandragen van de Nieuw-Vlaamse Alliantie. Sinds het voorjaar van 2013 is hij voorzitter van de vzw Stem in 't Kapittel dat opinieblad en website Doorbraak uitgeeft.

## Publicaties
- Over schoonheid. Ontledingsleer van het schone (vertaling van: Immanuel Kant, Analytik des Schönen), Meppel: 1978.
- Rondas' wereldbeeldenboek. Gesprekken op Klara. Uitgeverij Pelckmans, 255 p. (2006)
- Een van de auteurs van het in februari 2008 verschenen manifest van de Gravensteengroep en van het boek Land op de tweesprong. Manifesten ter ontgrendeling van Vlaanderen, Uitgeverij Pelckmans, 183 p. (2012)
- De hulpelozen van de macht, Uitgeverij Pelckmans, 150p. (2012)
- Een kwestie van bestaan: Vlaanderen in de wereld , Uitgeverij Doorbraak, 301 p. (2020)
- Wereldbeelden: Dertien denkers voor onze tijd  , Uitgeverij Doorbraak, 272 p. (2020)

## Prijzen
- 2011 – de jaarlijkse "Gulden Boek" van boekenvakorganisatie Boek.be
- 2011 – Orde van de Vlaamse Leeuw